# 통영 미륵산 봉수대
통영 미륵산 봉수대(統營 彌肋山 熢燧臺)는 대한민국 경상남도 통영시 산양읍 남평리, 미륵산에 있는 봉수대이다. 1998년 11월 13일 경상남도의 기념물 제210호로 지정되었다.

## 개요
봉수대는 횃불과 연기를 이용하여 급한 소식을 전하던 옛날의 통신수단을 말한다. 높은 산에 올라가서 불을 피워 낮에는 연기로 밤에는 불빛으로 신호를 보냈다.
이 봉수대는 남해안 일대와 대마도가 한눈에 바라다 보이는 통영성 남쪽 4km 지점의 미륵산 제2봉(450m)에 있다. 기록에 따르면 고려말∼조선초에 설치하였으며, 거제의 가리산 봉수를 받아 지금의 통영시 우산 봉수로 전달하였다고 한다.
산봉우리 동남쪽 경사면에 높이 5m정도의 3단으로 된 석축과 북쪽 경사면에 약간의 석축 흔적이 남아 있다. 정상에는 이 석축을 축대로 하여 만든 지름 7.5∼7.8m정도의 반원형 터가 남아 있는데, 바다를 향해 돌출된 형태로 되어 있어 봉수대 또는 망대의 기능을 갖고 있다.
봉수대 뒤편 약간의 평지에는 간단한 건물터와 함께 통일신라시대의 민화무늬 토기조각도 발견되고 있어 통일신라시대에는 이 지역을 제사를 지내는 곳으로 이용하였을 가능성이 있다.

## 같이 보기
- 통영 우산 봉수

## 참고 자료
- 통영미륵산봉수대 - 국가유산청 국가유산포털